# Rainer Maria Gerhardt
Rainer Maria Gerhardt, född 9 februari 1927 i Karlsruhe, död 27 juli 1954 i Karlsruhe, var en tysk poet, essäist, översättare, tidskriftsredaktör och bokförläggare.

## Liv
Rainer M. Gerhardt kom från en konstnärlig familj . Hans far Jus (Julius) Gerhardt var målare och grafiker. Denne drabbades tidigt av lungtuberkulos och isolerades enligt tidens sed på ett sanatorium (Illenau i Achern) redan 1931. Där blev han kvar fram till sin död 1941. (Rainer sägs ha "löpt amok" i skolan vid underrättelsen .) Modern Margaretha Bente var från en musikerfamilj. Efter makens insjuknande flyttade hon till Berlin där hon gifte om sig med konstprofessor Polly Schwartz. Sonen Rainer växte upp hos sin mormor modisten Josephine Apostel på Stephanienstraße i Karlsruhe.  
Efter Volksschule, motsvarigheten till folkskolan i Sverige, påbörjade Rainer M. Gerhardt 1941 en praktiktjänst vid ett försäkringsbolag i sin hemstad. Under ett luftangrepp 1942, då Rainer var ensam hemma och sökte skydd i källaren, ödelades mormoderns bostad. Därför flyttade han i 15-årsåldern till sin morbror kompositören och Schönbergianen Hans Erich Apostel (1901-1972) i Wien, för att fullfölja sin praktik. Under nationalsocialismen klassades Apostels musik som "urartad" och uppfördes inte . Han själv gällde för att vara "halvjude" eftersom fadern, Rainer M. Gerhardts morfar, var av judisk härkomst. I detta hem kom systersonen - stämplad som "kvartsjude" - i kontakt med världslitteraturen och tolvtonsmusik.
1947 tillhörde Rainer M. Gerhardt dem som fick gå på föreläsningar vid universitet trots att de saknade behörighet på grund av kriget. Han blev en så kallad Gasthörer, en gästande åhörare, vid Freiburgs universitet och dess filosofiska fakultet, där Martin Heidegger hade efterträtt Edmund Husserl som professor redan 1928. Här mötte Rainer M. Gerhardt sin blivande fru Renate Gerhardt (1926–2017), med vilken han skulle få två söner. De grundade först en litterär tidskrift tillsammans - fragmente. blaetter fuer freunde (fragment. blad för vänner) - och därefter ett förlag med samma namn. Ambitionen var att återkoppla till en modernistisk poesitradition, till dadaism och surrealism som varit förbjuden i tyskspråkiga områden sedan mitten av 1930-talet, och att dessutom anknyta till samtida amerikansk poesi, så som denna företräddes av Charles Olson och Robert Creeley. Efter makens tidiga bortgång vid 27 års ålder drev Renate Gerhardt vidare förlaget med samma inriktning och i liten skala.

## Verk
| ”                    | den uppstigande solens dag ska mitt hjärta ges åt fåglarna den nedgående solens dag börjar min bror sin färd | „ |
| – rainer m. gerhardt | |   |

- der tod des hamlet (Freiburg im Breisgau, 1950)
- umkreisung (Karlsruhe, 1952)
- umkreisung. das gesamtwerk (Göttingen, 2007)  ISBN 978-3-8353-0123-8
- Himmelsk sång (tolkning Gunnar Harding, Lyrikvännen 6/1974, s 15)

### Fotnoter
1. ↑  Årtalsöversikt
2. ↑  umkreisung. das gesamtwerk (2007), s. 521
3. ↑  http://de.wikipedia.org/wiki/Hans_Erich_Apostel
4. ↑  umkreisung. das gesamtwerk (2007), s. 504
5. ↑  Martin Heidegger förbjöds dock att verka som professor vid Freiburgs universitet från oktober 1946 till september 1951.
6. ↑  Stavningen berodde på att skrivmaskinen de fått tag på var fransk och saknade "ä" och "ü".
7. ↑  Ur himmelsvisa, tolkning Mikael Ejdemyr och Lars-Inge Nilsson, Borås Tidning 2003-05-14.